# Ophiuche ferriscitalis
Ophiuche ferriscitalis är en fjärilsart som beskrevs av Walker 1865. Ophiuche ferriscitalis ingår i släktet Ophiuche och familjen nattflyn. Inga underarter finns listade i Catalogue of Life.